# Reinwardt-Arassari
Der Reinwardt-Arassari (Selenidera reinwardtii) ist eine Vogelart aus der Familie der Tukane und kommt in Südamerika vor. Wie bei anderen Kurzschnabeltukanen besteht ein ausgeprägter Sexualdimorphismus.
Die Bestandssituation des Reinwardt-Arassaris wurde 2016 in der Roten Liste gefährdeter Arten der IUCN als „Least Concern (LC)“ = „nicht gefährdet“ eingestuft.

## Erscheinungsbild

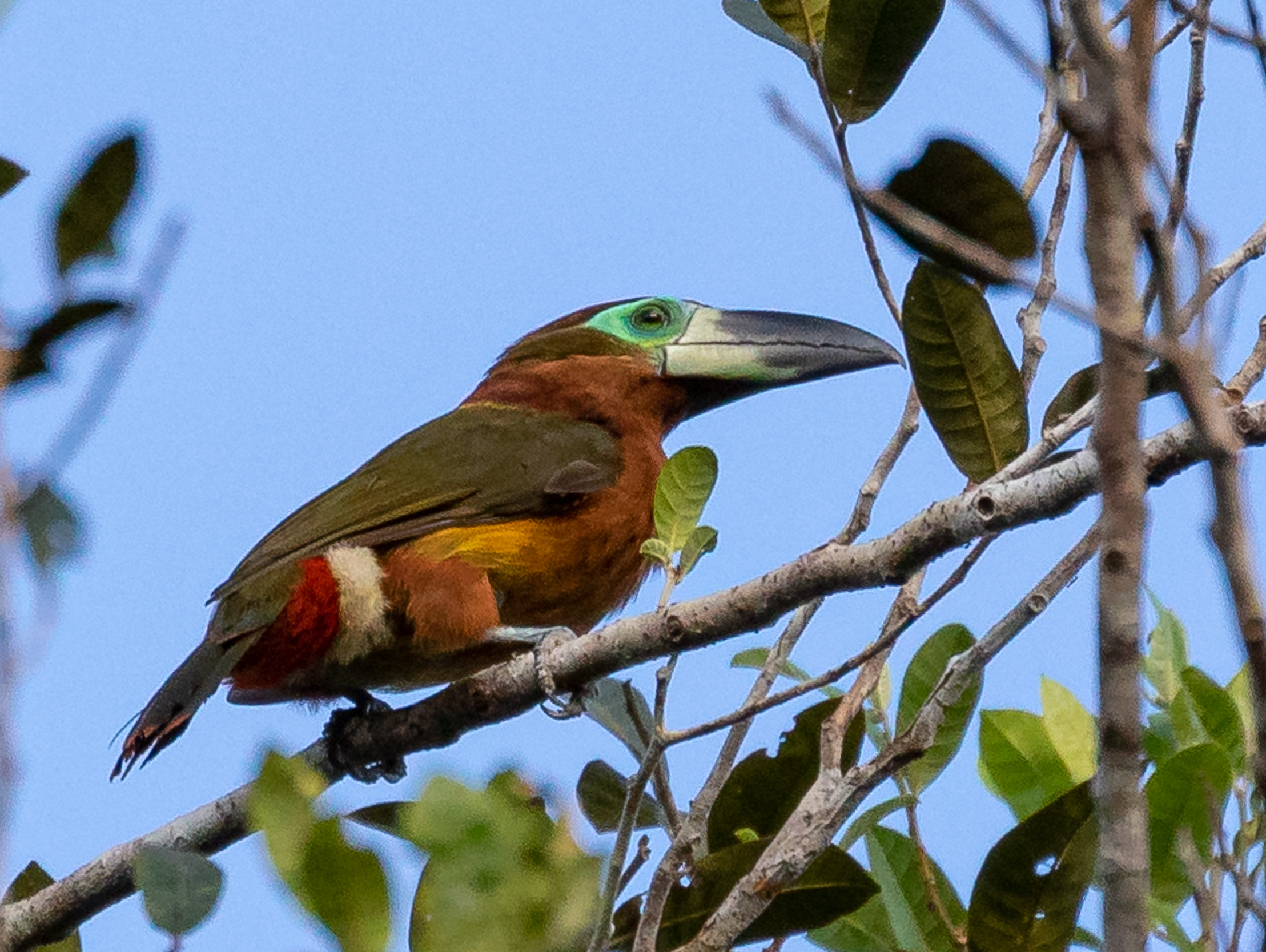
Weibchen (ssp. langsdorfii)

Der Reinwardt-Arassari erreicht eine Körperlänge von 30 bis 33 Zentimeter und gehört damit zu den kleinen Tukanen. Die Männchen der Nominatform haben eine Flügellänge von 11,9 bis 13,3 Zentimetern. Die Schwanzlänge beträgt 9,8 bis 11,7 und die Schnabellänge 5,0 bis 6,5 Zentimeter. Weibchen haben ähnliche Körpermaße, jedoch mit 4,6 bis 5,6 Zentimeter etwas kürzere Schnäbel.
Die Männchen der Nominatform haben eine schwarze Stirn und einen schwarzen Scheitel. Auch Nacken, Kehle und Brust sind schwarz gefiedert. Der Ohrfleck ist gelb, im Nacken verläuft ein gelbes Band. Die Körperoberseite ist dunkel olivgrün. An den Flanken weisen sie jeweils einen großen gelben Fleck auf, die Schenkel sind dagegen ebenso wie die Unterschwanzdecken rot. Der Schwanz ist schwarz, die mittleren sechs Federn haben jeweils braunrote Spitzen. Der Schnabel ist im Verhältnis zur Körpergröße groß. Er ist dunkelrot mit einem schwarzen First und einer schwarzen Spitze. Die unbefiederte Augenregion ist blaugrün, die Augen sind gelb mit jeweils einem dunkelgrauen Fleck vor und hinter der Pupille. Die Wimpern sind bläulich. Die Füße und Beine sind blaugrau. Weibchen unterscheiden sich von den Männchen durch braune Gefiederpartien an Kopf, Kehle, Brust und Nacken.
Verwechslungsmöglichkeiten mit anderen Tukanarten bestehen auf Grund der geringen Körpergröße kaum. Das Verbreitungsgebiet grenzt an das des Gould-Arassaris an, aber überlappt sich nicht mit diesem. Das Verbreitungsgebiet des Reinwardt-Arassari überlappt sich im Nordwesten Brasiliens mit dem des Natterer-Arassaris. Sowohl dem Gould- als auch den Natterer-Arassari fehlen jedoch die schwarze Schnabelspitze, die für den Reinwardt-Arassari charakteristisch ist.

## Verbreitungsgebiet und Lebensraum
Das Verbreitungsgebiet ist sehr groß. Es erstreckt sich über den Südosten Kolumbiens, den Osten Ecuadors und vom Nordosten Perus bis nach Westbrasilien. Lebensräume des Reinwardt-Arassaris sind grundsätzlich feuchte Wälder und Waldrandgebiete bis in Höhenlagen von 500 Meter. Die Nominatform kommt ausnahmsweise in Peru jedoch noch in Höhenlagen von bis zu 1500 Meter vor. Der Reinwardt-Arassari bewohnt überwiegend tropische, immergrüne Wälder. Dort wo er auch Bergwälder besiedelt, weisen diese ein reiches Wachstum an Moosen und Epiphyten auf. In geringerer Dichte besiedelt er auch Várzea-Wälder und Waldgebiete in Überschwemmungsregionen. Sekundärwald wird von ihm überwiegend gemieden.

## Lebensweise
Der Reinwardt-Arassari ernährt sich anders als die meisten anderen Tukanarten nicht überwiegend von Früchten, sondern ist ein Allesfresser, in dessen Nahrungsspektrum Insekten eine große Rolle spielen. An Termitenhügeln sucht er nach Termiten und er wurde auch bereits dabei beobachtet, wie er Fliegen aus der Luft fängt. Baumstämme und Blattwerk werden von ihm nach Insekten und Wirbellosen abgesucht. Er macht auch Jagd auf Vögel. Gelegentlich schließt er sich während der Nahrungssuche auch anderen Vogelarten an.
Der Reinwardt-Arassari ist territorial. Er verteidigt ein Revier von 275 bis 300 Hektar, nutzt aber nur etwa 35 Prozent davon für seine Nahrungssuche. Die Fortpflanzungsbiologie des Reinwardt-Arassari ist bis jetzt weitgehend unerforscht.

## Unterarten
Bisher sind zwei Unterarten bekannt:
- Selenidera reinwardtii reinwardtii (Wagler, 1827)[8] – Nominatform, kommt im Süden Kolumbiens, im Osten Ecuadors und dem Nordosten Perus vor.
- Selenidera reinwardtii langsdorffii (Wagler, 1827)[9] – ist im Osten Perus, dem Westen Brasiliens und dem Norden Boliviens verbreitet.

## Etymologie und Forschungsgeschichte
Die Erstbeschreibung des Reinwardt-Arassaris erfolgte 1827 durch Johann Georg Wagler unter dem wissenschaftlichen Namen Pteroglossus Reinwardtii. Das Typusexemplar befand sich im naturhistorischen Museum in München und stammte aus Brasilien. Erst 1837 wurde die neue Gattung Selenidera von John Gould für die Gouldarassari (Selenidera gouldii (Natterer, 1837)) eingeführt. Dieses Wort ist ein griechisches Wortgebilde aus »selēnē  σεληνη« für »Mond« und »deirē, dera δειρη, δερα« für »Nacken, Kragen«. Der Artname »reinwardtii« ist Kaspar Georg Karl Reinwardt gewidmet. »Langsdorffii« ehrt den Generalkonsul von Brasilien Georg Heinrich von Langsdorff.

## Belege

### Einzelbelege
1. ↑  
Selenidera reinwardtii in der Roten Liste gefährdeter Arten der IUCN 2016. Eingestellt von: BirdLife International, 2016. Abgerufen am 14. Dezember 2018.
2. ↑  Short et al., S. 348.
3. ↑  Short et al., S. 347.
4. ↑  Short et al., S. 348.
5. ↑  Short et al., S. 349.
6. ↑  Short et al., S. 349.
7. ↑  IOC World Bird List Jacamars, puffbirds, toucans, barbets, honeyguides
8. 1 2 3  Johann Georg Wagler, S. 11.
9. 1 2  Johann Georg Wagler, S. 12.
10. ↑  John Gould, Tafel 7 & Text.
11. ↑  James A. Jobling, S. 352.